# دونغداتشيون
دونغداتشيون هي مدينة في كوريا الجنوبية، تتبع مقاطعة غيونغي، بلغ عدد سكانها 97,424 نسمة في 2015، تبلغ مساحتها 95. 66 كيلومتر مربع.

## المناخ
يظهر الجدول التالي التغييرات المناخية على مدار السنة لدونغداتشيون:
| البيانات المناخية لـدونغداتشيون                                               | البيانات المناخية لـدونغداتشيون | البيانات المناخية لـدونغداتشيون | البيانات المناخية لـدونغداتشيون | البيانات المناخية لـدونغداتشيون | البيانات المناخية لـدونغداتشيون | البيانات المناخية لـدونغداتشيون | البيانات المناخية لـدونغداتشيون | البيانات المناخية لـدونغداتشيون | البيانات المناخية لـدونغداتشيون | البيانات المناخية لـدونغداتشيون | البيانات المناخية لـدونغداتشيون | البيانات المناخية لـدونغداتشيون | البيانات المناخية لـدونغداتشيون |
| الشهر                                                                         | يناير                           | فبراير                          | مارس                            | أبريل                           | مايو                            | يونيو                           | يوليو                           | أغسطس                           | سبتمبر                          | أكتوبر                          | نوفمبر                          | ديسمبر                          | المعدل السنوي                   |
| ----------------------------------------------------------------------------- | ------------------------------- | ------------------------------- | ------------------------------- | ------------------------------- | ------------------------------- | ------------------------------- | ------------------------------- | ------------------------------- | ------------------------------- | ------------------------------- | ------------------------------- | ------------------------------- | ------------------------------- |
| الدرجة القصوى °م (°ف)                                                         | 13.9 (57.0)                     | 19.8 (67.6)                     | 24.7 (76.5)                     | 31.0 (87.8)                     | 33.4 (92.1)                     | 35.5 (95.9)                     | 36.2 (97.2)                     | 38.7 (101.7)                    | 33.2 (91.8)                     | 29.7 (85.5)                     | 26.2 (79.2)                     | 16.3 (61.3)                     | 38.7 (101.7)                    |
| متوسط درجة الحرارة الكبرى °م (°ف)                                             | 2.3 (36.1)                      | 5.8 (42.4)                      | 11.4 (52.5)                     | 18.8 (65.8)                     | 23.9 (75.0)                     | 27.6 (81.7)                     | 28.5 (83.3)                     | 29.7 (85.5)                     | 26.1 (79.0)                     | 20.3 (68.5)                     | 12.0 (53.6)                     | 4.1 (39.4)                      | 17.5 (63.5)                     |
| المتوسط اليومي °م (°ف)                                                        | −4.0 (24.8)                     | −0.8 (30.6)                     | 4.5 (40.1)                      | 11.4 (52.5)                     | 16.9 (62.4)                     | 21.4 (70.5)                     | 24.0 (75.2)                     | 24.5 (76.1)                     | 20.0 (68.0)                     | 12.9 (55.2)                     | 5.2 (41.4)                      | −1.9 (28.6)                     | 11.2 (52.2)                     |
| متوسط درجة الحرارة الصغرى °م (°ف)                                             | −9.2 (15.4)                     | −6.3 (20.7)                     | −1.2 (29.8)                     | 5.0 (41.0)                      | 11.0 (51.8)                     | 16.3 (61.3)                     | 20.5 (68.9)                     | 20.7 (69.3)                     | 15.2 (59.4)                     | 7.2 (45.0)                      | −0.1 (31.8)                     | −6.9 (19.6)                     | 6.0 (42.8)                      |
| أدنى درجة حرارة °م (°ف)                                                       | −26.2 (−15.2)                   | −19.7 (−3.5)                    | −10.7 (12.7)                    | −4.7 (23.5)                     | 2.6 (36.7)                      | 8.0 (46.4)                      | 15.3 (59.5)                     | 12.1 (53.8)                     | 4.4 (39.9)                      | −4.7 (23.5)                     | −10.1 (13.8)                    | −18.0 (−0.4)                    | −26.2 (−15.2)                   |
| الهطول مم (إنش)                                                               | 20.8 (0.82)                     | 22.7 (0.89)                     | 38.8 (1.53)                     | 72.7 (2.86)                     | 93.6 (3.69)                     | 142.8 (5.62)                    | 424.0 (16.69)                   | 408.3 (16.07)                   | 172.8 (6.80)                    | 51.1 (2.01)                     | 35.8 (1.41)                     | 19.6 (0.77)                     | 1٬502٫9 (59.17)                 |
| متوسط أيام هطول الأمطار (≥ 0.1 mm)                                            | 5.8                             | 5.3                             | 8.4                             | 8.6                             | 9.6                             | 11.1                            | 17.0                            | 15.5                            | 9.1                             | 7.0                             | 7.4                             | 7.6                             | 112.4                           |
| متوسط الأيام المثلجة                                                          | 7.1                             | 5.3                             | 3.6                             | 0.1                             | 0.0                             | 0.0                             | 0.0                             | 0.0                             | 0.0                             | 0.0                             | 2.0                             | 6.6                             | 24.6                            |
| متوسط الرطوبة النسبية (%)                                                     | 63.3                            | 58.6                            | 56.8                            | 55.5                            | 64.0                            | 69.8                            | 80.0                            | 78.1                            | 74.6                            | 69.9                            | 64.2                            | 62.4                            | 66.5                            |
| ساعات سطوع الشمس الشهرية                                                      | 175.3                           | 171.8                           | 189.5                           | 193.4                           | 207.6                           | 181.5                           | 109.2                           | 149.2                           | 163.2                           | 187.3                           | 159.5                           | 163.2                           | 2٬050٫6                         |
| نسبة وصول أشعة الشمس                                                          | 57.3                            | 56.4                            | 51.1                            | 48.9                            | 47.1                            | 41.0                            | 24.3                            | 35.4                            | 43.7                            | 53.8                            | 52.3                            | 54.8                            | 46.0                            |
| المصدر: Korea Meteorological Administration (percent sunshine and snowy days) |                                 |                                 |                                 |                                 |                                 |                                 |                                 |                                 |                                 |                                 |                                 |                                 |                                 |

## أعلام
- كم دونغ جن
- كم دو هيون